# Gyruss
Gyruss est un jeu vidéo de type shoot 'em up développé par Konami et publié par Centuri en 1983 sur borne d'arcade.

## Synopsis
Le joueur doit éliminer des extra-terrestres nommés Archontes.

## Système de jeu

### Innovations
Gyruss est un shoot 'em up, mais avec une innovation majeure. Après le shoot 'em up à défilement vertical (Space Invaders, Galaxian, Galaga) et à défilement horizontal  (Defender), Gyruss introduit le défilement circulaire (tube shooter).
Le vaisseau du joueur effectue un parcours circulaire autour des vaisseaux ennemis. Les vaisseaux ennemis apparaissent au centre de l'écran et se positionnent en cercles concentriques. L'environnement de jeu rappelle Spacewar!. Cependant, dans Spacewar!, deux joueurs combattent l'un contre l'autre, et peuvent parcourir l'espace librement (ils ne sont pas obligés de suivre un cercle). Par contre, le jeu Asteroids (Atari, 1979) ressemble lui très fortement à Spacewar!.
Gyruss est également le premier jeu d'arcade à utiliser la stéréo.

### Niveaux
Le vaisseau du joueur effectue en fait un parcours entre les différentes planètes du système solaire. Il part de Neptune et atteint successivement Uranus, Saturne, Jupiter, Mars et la Terre, dernière étape. Le jeu est divisé en niveaux (stages) entrecoupés de Bonus Stages. Le parcours entre deux planètes nécessite deux niveaux pour Neptune et trois niveaux pour toutes les autres planètes. À l'arrivée sur une planète, le joueur a droit à un Bonus Stage.

### Contrôleurs
Bien que le mouvement soit circulaire, le contrôleur n'est ni un paddle, ni un trackball, mais bien un joystick 8 directions.

## Bande-son
La bande son est un extrait de la Toccata et Fugue en ré mineur de Jean-Sébastien Bach.

## Développement
Le créateur de ce jeu, Yoshiki Okamoto, s'illustera plus tard avec notamment Street Fighter, Street Fighter II et Resident Evil.

## Postérité
Le jeu est l'une des entrées de l'ouvrage Les 1001 jeux vidéo auxquels il faut avoir joué dans sa vie.
On trouve une parodie du jeu dans Grand Theft Auto: San Andreas sous le nom They Crawled from Uranus.
Gyruss a été réédité sur Xbox 360 en 2007, en téléchargement sur le Xbox Live Arcade (Digital Eclipse, Konami).